# Brevipalpus parthenium
Brevipalpus parthenium är en spindeldjursart som beskrevs av Baker och James P. Tuttle 1972. Brevipalpus parthenium ingår i släktet Brevipalpus och familjen Tenuipalpidae. Inga underarter finns listade.